# Anheuser-Busch

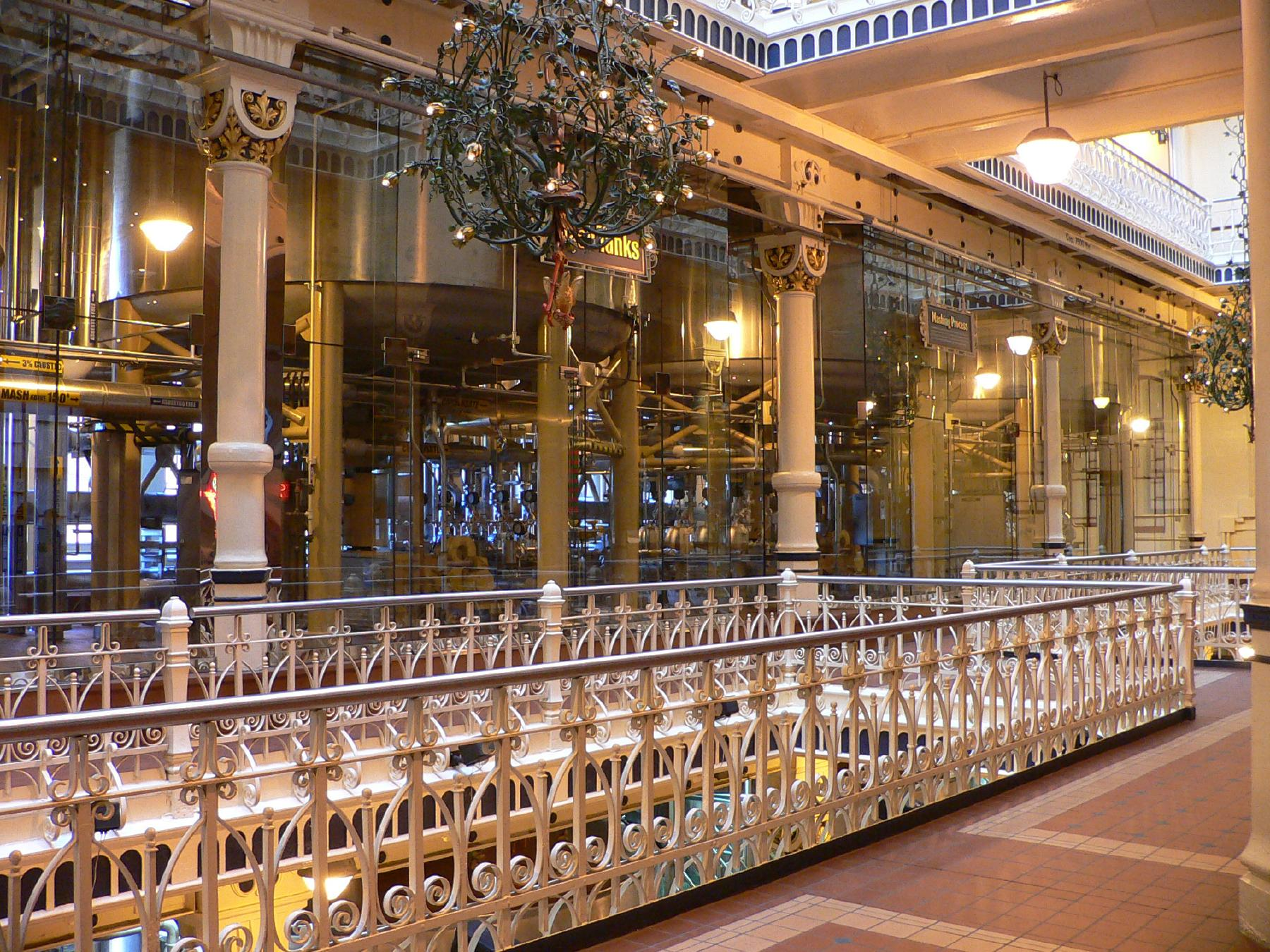
Anheuser-Busch-bryggeri

Anheuser-Busch är en amerikansk bryggerikoncern från Saint Louis, Missouri. Koncernen är världens tredje största producent och har en marknadsandel på över 50 % på den amerikanska hemmamarknaden. Företagets mest kända märke är ölet Budweiser ("Bud") som man bryggt sedan 1876.
I juli 2008 accepterade Anheuser-Busch ett bud från konkurrenten InBev på totalt 50 miljarder US-dollar för ett sammangående. I och med detta blir bolaget världens största öltillverkare. Det sammanslagna företaget går under namnet Anheuser-Busch InBev.